# Linea IRT Lenox Avenue
La linea IRT Lenox Avenue è una linea ferroviaria della metropolitana di New York. Fa parte della A Division e serve l'Upper Manhattan, andando da Harlem-148th Street a Central Park North.

## Storia
La prima tratta della linea, a sud della stazione di 145th Street, venne aperta poco dopo la mezzanotte del 13 novembre 1904, come parte dell'originale metropolitana dell'Interborough Rapid Transit Company. A quel tempo era nota come East Side Subway o East Side Branch, poiché rappresentava la diramazione sul lato est della linea principale. Il primo treno a transitare sul questa linea, in direzione della linea IRT White Plains Road (nota come West Farms Branch o West Farms Extension) partì poco dopo la mezzanotte del 10 luglio 1905.
Il 13 maggio 1968 è stata inaugurata la stazione di Harlem-148th Street, con un treno partito dallo scalo di smistamento noto come Lenox Yard. La stazione in origine si chiamava Lenox Terminal-148th Street.
Questa linea ferroviaria è sempre stata utilizzata da due linee, indicate attualmente come linea 2 e linea 3. Prima degli anni cinquanta la linea 1 utilizzava questa linea per andare alla stazione di 96th Street. Da maggio ad ottobre del 1998, il tunnel utilizzato dalle linee 2 e 3, venne chiuso per riparazioni, la linea 3 venne così deviata presso 137 Street sulla linea IRT Broadway-Seventh Avenue.
Dal 1995 al 2008, le ultime due stazioni settentrionali della linea, Harlem-148th Street e 145th Street, erano servite, durante le ore notturne, da una navetta. Il servizio a tempo pieno è stato ripristinato poi il 27 luglio 2008.

## Caratteristiche
La linea Lenox Avenue inizia presso la stazione di Harlem-148th Street. Dopo questa stazione, un binario proveniente dallo scalo di smistamento si unisce alla linea, che poi si dirige verso sud, sotto Lenox Avenue.
Al confine nord di Central Park sorge l'ultima fermata, Central Park North-110th Street. Da lì la linea curva verso sud-ovest, sotto Central Park (una delle tre linee a passare sotto il parco, le altre sono la linea IND 63rd Street e la linea BMT 63rd Street) e si dirige a ovest sotto 104th Street. La linea si dirige poi verso sud-ovest e sud per passare sotto la linea IRT Broadway-Seventh Avenue, passando sotto parte della piattaforma in direzione nord della stazione di 103rd Street. Alla fine il binario centrale della linea Broadway – Seventh Avenue termina e si collega con i due binari della linea Lenox Avenue, che diventano binari espressi e che posseggono innumerevoli scambi con i binari locali. La linea continua poi verso sud, verso la stazione di 96th Street.
| Utilizzo | Utilizzo | Utilizzo                          |
| Linea    | Servizio | Sezione della linea ferroviaria   |
| -------- | -------- | --------------------------------- |
|          | Locale   | 135th Street - Central Park North |
|          | Locale   | Tutta                             |

## Percorso
|  | Unknown route-map component "uKDSTaq" | Unknown route-map component "uSTR+r" |  |

|  | Unknown route-map component "uKBHFaq" | Unknown route-map component "uABZg+r" |  |

|  |  | Unknown route-map component "utSTRa" |

|  |  | Urban tunnel stop on track |

|  |  | Unknown route-map component "utABZg+l" | Unknown route-map component "utCONTfq" |

|  |  | Unknown route-map component "utHSTACC" |

|  |  | Urban tunnel stop on track |

|  |  | Urban tunnel stop on track |

| Unknown route-map component "utCONTg" | Unknown route-map component "utCONTg" | Urban tunnel stop on track |  |

| Unknown route-map component "utABZg+l" | Unknown route-map component "utKRZto" | Unknown route-map component "utSTRr" |  |

| Unknown route-map component "utCONTf" | Unknown route-map component "utCONTf" |  |  |